# Rassemblement Démocratique Centrafricain
Die Rassemblement Démocratique Centrafricain (Kürzel RDC; übersetzt: „Zentralafrikanische Demokratische Sammlung“)  ist eine politische Partei in der Zentralafrikanischen Republik. Sie war von 1985 bis zur demokratischen Revolution 1991 die Einheitspartei im Lande und stellte mit André Kolingba, der bereits 1981 durch einen Putsch an die Macht gekommen war, auch den Präsidenten. Nach dem Tod von André Kolingba wurde die Partei bis zu seinem Tod im April 2021 von seinem Sohn Désiré Kolingba geleitet.
In den nationalen Parlamentswahlen gewann die RDC in der Nationalversammlung der Zentralafrikanischen Republik
- 1987 52 Sitze (von 52)
- 1993 13 Sitze (von 85)
- 1998 20 Sitze (von 109)
- 2005 8 Sitze (von 105)
- 2011 1 Sitz (von 105)
- 2016 8 Sitze (von 140)

Bei den nationalen Präsidentschaftswahlen erreichten die Kandidaten der RDC folgende Ergebnisse:
- 1993 erhielt André Kolingba als amtierender Präsident 12,1 % der Stimmen und wurde Viertplatzierter.
- 1998 erhielt André Kolingba 19,39 % der Stimmen und wurde Zweitplatzierter. Eine Stichwahl entfiel, weil der amtierende Präsident eine absolute Mehrheit erreichte.
- 2005 erhielt André Kolingba 16,36 % der Stimmen und kam als Drittplatzierter nicht in die Stichwahl[1][2].
- 2011 erhielt Émile Gros Raymond Nakombo 4,61 % der Stimmen und wurde Viertplatzierter.

- 2016 erhielt Désiré Kolingba, ein Sohn des 2010 verstorbenen Ex-Präsidenten, 12,04 % der Stimmen und kam als Drittplatzierter nicht in die Stichwahl.